# Maz Jobrani
Maziyar «Maz» Jobrani (en persa: مازیار جبرانی‎; nacido el 26 de febrero de 1972), también conocido como Persian Pink Panther, es un cómico y actor ebreo iraní-estadounidense, que es parte del grupo de comedia «Axis of Evil». El grupo apareció en un especial de comedia en Comedy Central. Jobrani también ha aparecido en numerosas películas y series de televisión, incluyendo Better Off Ted, en radio, y en clubs de comedia. Su filmografía incluye papeles en La intérprete, Friday After Next, y Dragonfly.

## Primeros años y educación
Jobrani nació en Teherán, Irán. Él y sus padres se mudaron a California cuando tenía seis años. Fue criado en Tiburon en el área de la bahía de San Francisco. Asistió al Redwood High School en Larkspur. Jobrani estudió ciencias políticas e italiano en la Universidad de California en Berkeley, donde se graduó. Se matriculó para el programa deDoctorado en UCLA donde decidió perseguir su sueño de la infancia actuando e interpretando comedia.

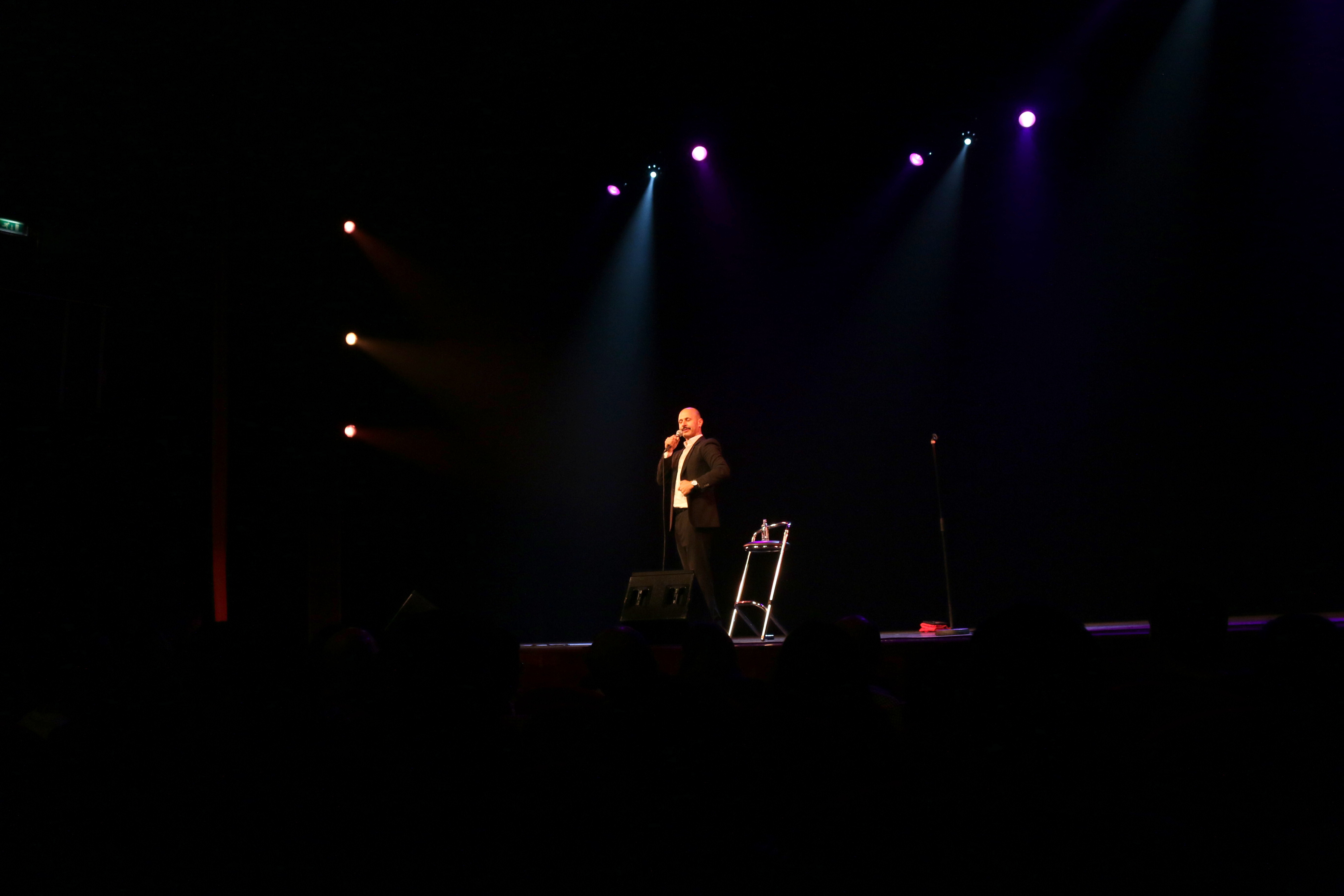
Maz Jobrani en 2014

## Carrera

### Televisión y radio
Jobrani ha aparecido en series como The Colbert Report, The Tonight Show with Jay Leno, The Late Late Show with Craig Ferguson, Talkshow with Spike Feresten, "Whitney", y regularmente actúa en clubs de comedia (en California y Nueva York) tales como The Comedy Store. Hizo una aparición como paciente dental en un episodio de Still Standing, en el episodio piloto de Better Off Ted, The Knights of Prosperity, en un episodio de Cedric the Entertainer Presents, en un episodio de Malcolm in the Middle como Ladrón#2 y en un episodio de The West Wing como un príncipe saudí. También ha hecho una aparición en 13 Going on 30. Ha hecho tours con el Axis of Evil Comedy Tour. Proporcionó su voz a Ahmed Farahnakian en el audiolibro de World War Z. Jobrani ha escrito una película con un amigo llamada Jimmy Vestvood: Amerikan Hero.
Jobrani hace apariciones ocasionales en el show de preguntas de la NPR Wait Wait... Don't Tell Me! y America Public Media's Wits. Apareció en el episodio 118, 28 de octubre de 2010 de WTF with Marc Maron. Adicionalmente, Jobrani realiza podcasts con los compañeros cómicos Al Madrigal y Chris Spencer. Titulado Minivan Men, el podcast relata las vidas y experiencias de tres invitados centrándose particularmente en la paternidad. 
Interpretó a Jafar en la película de fantasía musical de 2015 Descendants.

### Estilo de improvisación
Las bromas de Jobrani se centran en la raza y en los malentendidos hacia la gente del medio oriente en Estados Unidos. También habla sobre su familia.

### Filantropía
Jobrani pertenece a la junta del Instituto de Cáncer Persa Americano (PACI.org) y también trabaja con la Sociedad Internacional para Niños con Cáncer (ISCC-Charity.org).

## Vida personal
En 2006, Jobrani se casó con una abogada india-americana llamada Preetha. Tienen un hijo y una hija y residen en California.